# Compagnie française de croisières
Pour les articles homonymes, voir CFC.
La Compagnie Française de Croisières ou CFC Croisières est une compagnie française de croisières maritimes, aujourd’hui filiale du groupe britannique Ambassador. Elle a commencé son activité en juin 2023 et opère un unique navire, baptisé Renaissance. 

## Histoire

### Cofondateurs

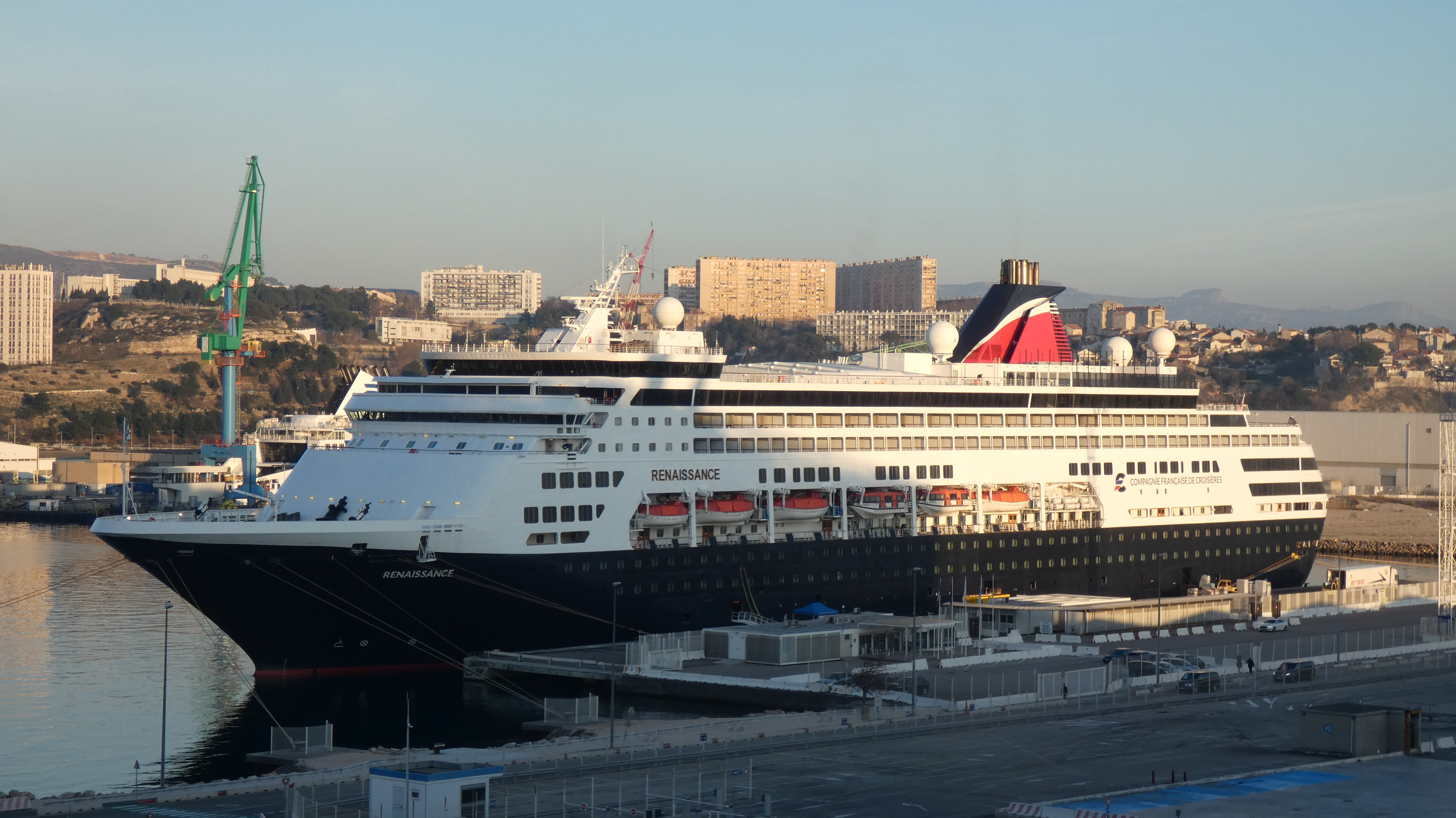
Renaissance à Marseille en 2023.

Clément Mousset et Cédric Rivoire-Perrochat ont été à l'initiative de la création de CFC Croisières en septembre 2022 avec pour ambition une clientèle française non familiale, des destinations parfois lointaines et premium au départ du Havre ou Marseille, un personnel francophone, une cuisine, une ambiance et un pavillon français. Sur le marché de la croisière, il s’agirait d’un segment à mi-chemin entre les géants des mers transportant des milliers de passagers s’adressant au grand public et les plus petits navires très luxueux pour une clientèle plutôt fortunée.

### Difficultés opérationnelles

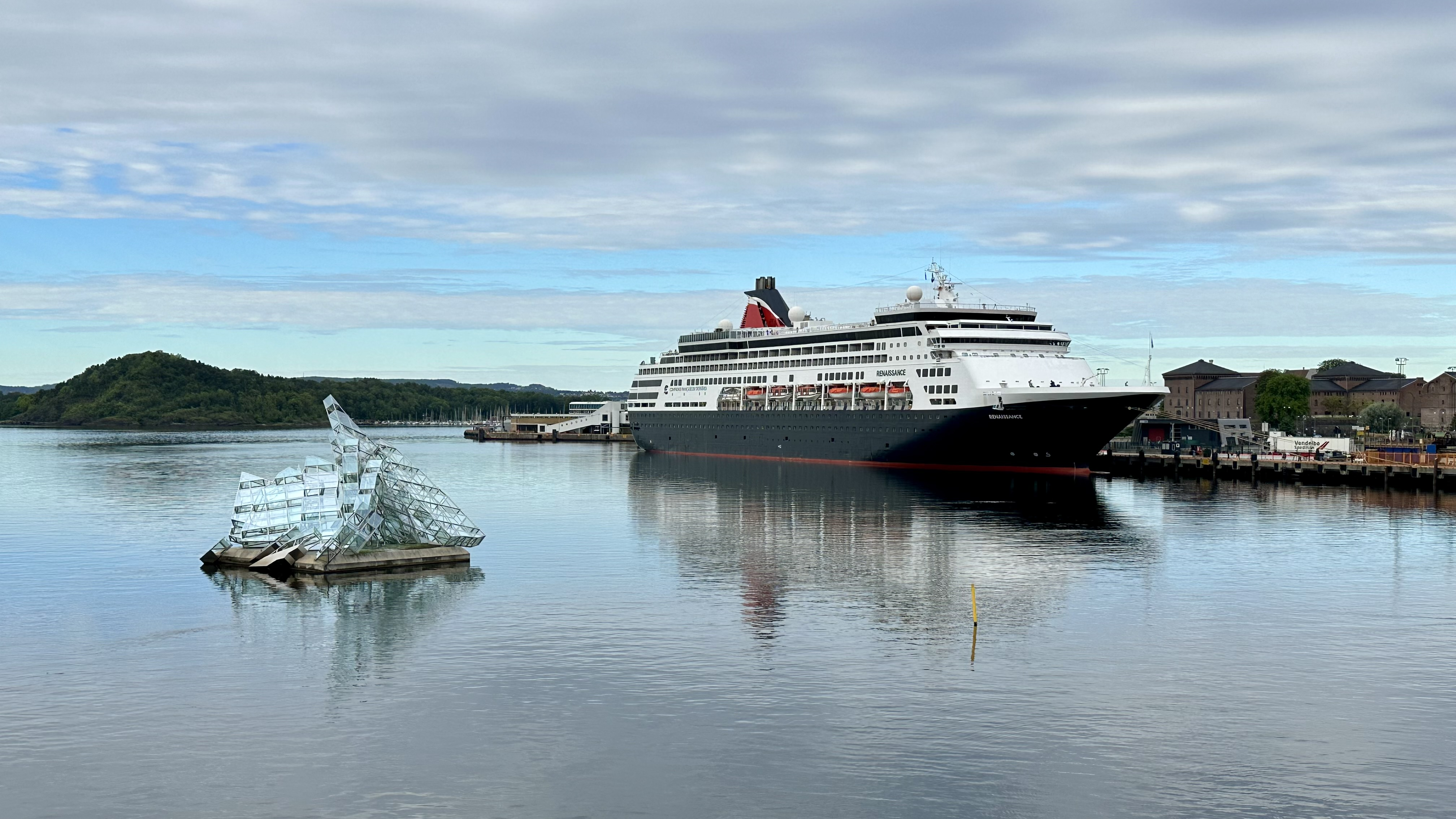
Renaissance à Oslo en 2023.

La compagnie rencontre dès sa création des difficultés opérationnelles. Le navire n'étant pas prêt, les croisières inaugurales vers la Norvège du 10 au 25 février puis vers l'Irlande du 14 au 25 mai 2023 sont  annulées. De même, en 2024, de très ambitieuses croisières vers le Proche-Orient et l'Afrique avortent. Le contexte géopolitique et un affrètement déprogrammé en Côte d’Ivoire à l’occasion de la Coupe d'Afrique des Nations sont invoqués. La compagnie retravaille, début 2024, son offre commerciale avec une plus grand ouverte à une clientèle familiale, une tendance à la baisse des tarifs et aux fortes promotions, une durée réduite des croisières et un recentrage sur des  destinations européennes... Le casino à bord est supprimé. Après des avaries mineures, des croisières sont à nouveau annulées en janvier et février 2025 pour permettre au Renaissance d'entrer en cale sèche pour une période prolongée de rénovation. Afin d’élargir la clientèle, Zeebruges devient jusqu’à l’été 2025 le troisième port d’embarquement.

### Crises de gouvernance.
Dès quatre mois après l'entrée en exploitation de l'unique navire, la compagnie  enchaîne les crises internes. En octobre 2023, ses deux cofondateurs sont contraints par l'actionnaire principal de quitter la présidence et intègrent le conseil de surveillance. Le nouveau président, Philippe Mahouin, reste à la tête de CFC croisières jusqu'au printemps 2024. Il est remplacé par Maëlysse Pierrot-Guibourt. Elle assurait auparavant les fonctions de directrice administrative et financière de la compagnie. 

### Intégration au groupe britanniqueAmbassador.

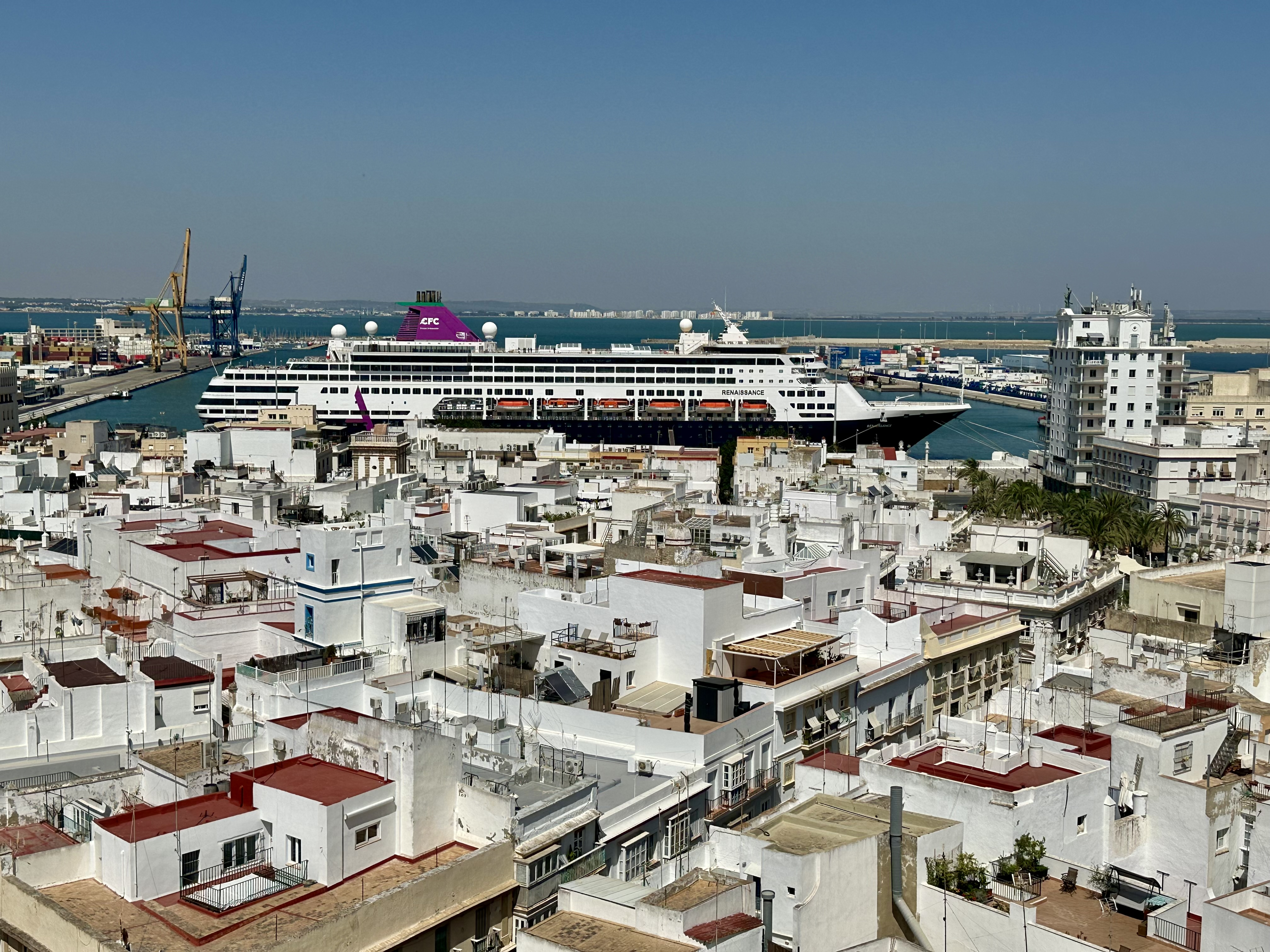
Renaissance aux couleurs du groupe Ambassador à Cadix en 2025.

Le 9 janvier 2025, la compagnie annonce sont intégration imminente au groupe britannique Ambassador Cruise Line qui exploite deux bateaux similaires. Le  nouveau groupe est majoritairement détenu par Njord Partners, actionnaire historique d’Ambassador Cruise Line, et minoritairement par Cheyne Capital, actionnaire historique de CFC. Le navire renoue avec les ambitions de croisières lointaines. Il opère comme les autres navires du groupe désormais également dans les Caraïbes. En 2026, le port d’attache du Havre est délaissé à la faveur de Dunkerque.

## Navire

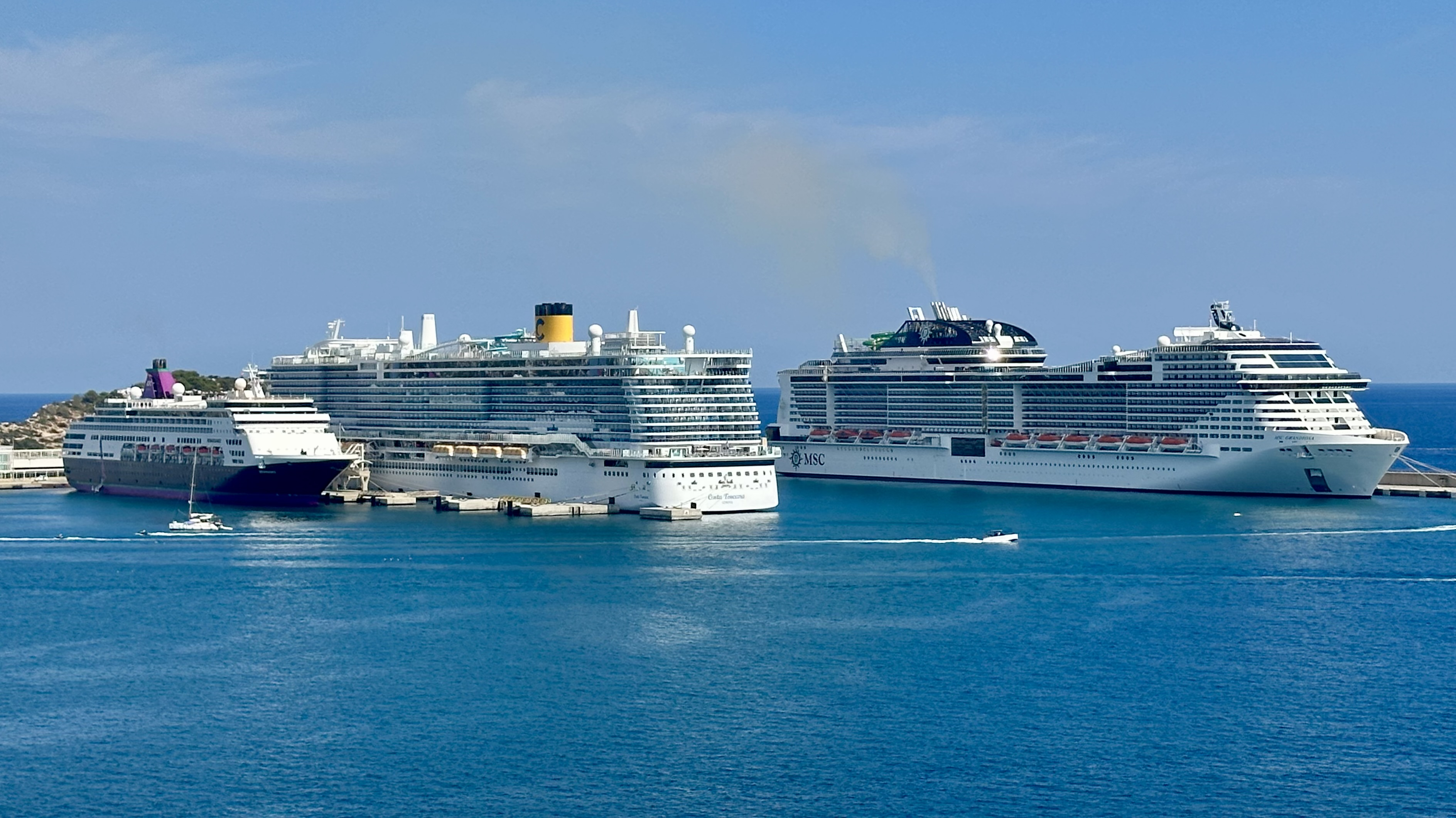
Taille du Renaissance en comparaison de géants des mers (Costa Toscana et MSC Grandiosa).

La compagnie exploite actuellement un unique navire, le Renaissance. Ce navire, mis en service pour la première fois en 1993 par la compagnie Holland America Line sous le nom MS Maasdam, a été initialement rénové (au chantier naval Damen Group) à Brest dans un esprit « bleu, blanc, rouge » non sans rappeler le mythique paquebot France. Le coût total s'élève à 30 millions d'euros. Il subit une nouvelle modernisation en 2025 avec l’usage de la couleur violette propre au groupe Ambassador. Il continue à naviguer sous pavillon des Bermudes immatriculé à Hamilton  malgré les intentions des cofondateurs de voguer sous pavillon français.

## Incidents et accidents
- Le 21 novembre 2022, le Renaissance a rompu ses amarres alors qu'il était en réparation à Brest, en raison de très fortes rafales de vent et a percuté un autre navire présent dans le port, également en arrêt technique[10]. L'incident n'a pas provoqué de pollution ni fait de blessé[11].

- Le 23 août 2024, une passagère du Renaissance a chuté dans l'eau à Dublin, alors que le navire était sur rade et qu'elle remontait à bord depuis une vedette. Elle a été blessée et a été repêchée par les membres d'équipage et les passagers présents sur la chaloupe[12].